# Église Notre-Dame de Rançon
L'église Notre-Dame est une église catholique située dans la commune de Rives-en-Seine, en France.

## Localisation
L'église est située à Rives-en-Seine, dans l'ancienne commune de Saint-Wandrille-Rançon, commune du département français de la Seine-Maritime. L'édifice est situé dans l'ancienne commune de Rançon, rattachée à Saint-Wandrille en 1825.

## Historique
L'édifice est daté du XIe siècle-XVIe siècle. Le transept est modifié au XVIe siècle.
Classé en 1862, l'église est déclassée en 1880. L'édifice est inscrit par la suite au titre des monuments historiques le 19 juillet 1926.
L'édifice est désaffecté à la fin du XXe siècle.

## Description
L'église est d'« expression romane ».
L'édifice conserve une cuve baptismale du XIIe siècle et une Nativité de Maintru datée 1688.